# عرسان آخر زمان (مسلسل)
عرسان آخر زمان مسلسل سوري إنتاج عام 2002 من كتابة وإخراج أيمن شيخاني. يدور حول عريسا من ثلاثين من خلفيات مختلفة يتقدمون على مدى ستة وثلاثين حلقة.

## الممثلون
- فرح بسيسو: بدور العروس

العائلة
- نبيله النابلسي
- عادل علي
- يارا خليل
- سحر فوزي
- حسن عويتي
- ديما قندلفت
- ميلاد يوسف

العرسان:
- جهاد سعد
- غسان مسعود
- أندريه سكاف
- وائل رمضان
- سامر المصري
- زهير عبد الكريم
- جهاد عبده
- حسام عيد
- وضاح حلوم
- نضال سيجري
- عدنان أبو الشامات
- عابد فهد
- قصي خولي
- سيف سبيعي
- نعيم حمدي
- اياد أبو الشامات
- سامر عمران
- جهاد الزغبي
- سعد مينه
- جلال شموط
- زهير درويش
- مصطفى الخاني
- رامي حنا
- محمد آل رشي
- خالد المالح
- باسل خياط
- مكسيم خليل
- مشعل موسى
- قيس شيخ نجيب